# Гулдинг, Грэнтли
Грэнтли Томас Смарт Гулдинг (англ. Grantley Thomas Smart Goulding; 23 марта 1874, Хатпьюри,Глостершир, Великобритания — 1944, Умкомас, ЮАР) — британский легкоатлет, серебряный призёр летних Олимпийских игр 1896.
Гулдинг участвовал только в гонке на 110 с барьерами. Сначала он участвовал в квалификации 7 апреля, где стал первым в своей группе. В финале, 10 апреля, он занял второе место, уступив американцу Томасу Кёртису лишь на доли секунды.